# Župnija Škofljica
Župnija Škofljica je rimskokatoliška teritorialna župnija Dekanije Grosuplje Nadškofije Ljubljana.
Župnijska cerkev je posvečena svetima Cirilu in Metodu.